# 100 великих економістів після Кейнса
«100 великих економістів після Кейнса» (англ. «Great Economists Since Keynes: An Introduction to the Lives and Works of One Hundred Modern Economists») — книга британського економіста-історика Марка Блауга, яка була видана у 1985 році, витримала 7 перевидань англійською мовою з 1985 по 1998 роки та була перекладена іншими мовами.

## Зміст книги
У книзі автор у формі невеликих та захоплююче написаних нарисів розповідає про життя і творчість 100 найбільш відомих сучасних йому економістів. Кожен нарис включає інформацію про основні етапи життя вченого, а також характеристику його творчості.

### Перелік економістів
На думку М. Блауга, найбільш видатними економістами (у алфавітному порядку) є :
1. Ірма Адельман
2. Волтер Айзард
3. Армен Алчіан
4. Вільям Баумол
5. Джо Бейн
6. Гері Беккер
7. Абрам Бергсон
8. Артур Бернс
9. Кеннет Боулдінг
10. Самуель Боулз
11. Джеймс Б'юкенен
12. Джейкоб Вайнер
13. Сідней Вайнтрауб
14. Ярослав Ванек
15. Фрідріх Гаєк
16. Джон Гелбрейт
17. Гарольд Готелінґ
18. Александер Ґершенкрон
19. Ентоні Даунс
20. Жерар Дебре
21. Гарольд Демсец
22. Едвард Денісон
23. Гаррі Гордон Джонсон
24. Ніколас Джорджеску-Реґен
25. Моріс Добб
26. Овсій Домар
27. Роберт Дорфман
28. Пол Дуглас
29. Кеннет Ерроу
30. Дейл Йоргенсон
31. Ніколас Калдор
32. Міхал Калецький
33. Чарльз Кіндлбергер
34. Роберт Уейн Клауер
35. Лоуренс Клейн
36. Янош Корнаї
37. Рональд Коуз
38. Саймон Кузнець
39. Тьялінг Купманс
40. Келвін Ланкастер
41. Гарві Лейбенстайн
42. Аксель Лейонхуфвуд
43. Василь Васильович Леонтьєв
44. Абба Лернер
45. Річард Ліпсі
46. Ян Літтл
47. Роберт Емерсон Лукас
48. Артур Люїс
49. Дейдра Макклоскі
50. Едмон Малінво
51. Джейкоб Маршак
52. Річард Масгрейв
53. Фріц Махлуп
54. Джеймс Мід
55. Людвіг фон Мізес
56. Джейкоб Мінсер
57. Франко Модільяні
58. Оскар Морґенштерн
59. Мітіо Морисима
60. Гуннар Мюрдаль
61. Френк Найт
62. Дуглас Норт
63. Бертіл Олін
64. Артур Оукен
65. Луїджі Пазінетті
66. Дон Патінкін
67. Річард Познер
68. Ліонель Роббінс
69. Джоан Робінсон
70. Волт Вітмен Ростоу
71. Герберт Саймон
72. Пол Самуельсон
73. Томас Сарджент
74. Амартія Сен
75. Тібор Скітовськи
76. Роберт Солоу
77. Майкл Спенс
78. П'єро Сраффа
79. Джордж Стіглер
80. Джозеф Стігліц
81. Гордон Таллок
82. Ян Тінберген
83. Джеймс Тобін
84. Роберт Тріффін
85. Едмунд Фелпс
86. Мартін Фельдстейн
87. Олбан Вільям Філліпс
88. Роберт Фогель
89. Мілтон Фрідман
90. Рагнар Фріш
91. Готфрід фон Хаберлер
92. Франк Хан
93. Елвін Хансен
94. Рой Харрод
95. Джон Хікс
96. Альберт Хіршман
97. Ральф Джордж Хоутрі
98. Холліс Ченері
99. Джордж Шекл
100. Теодор Шульц